# جزیره آتشفشانی

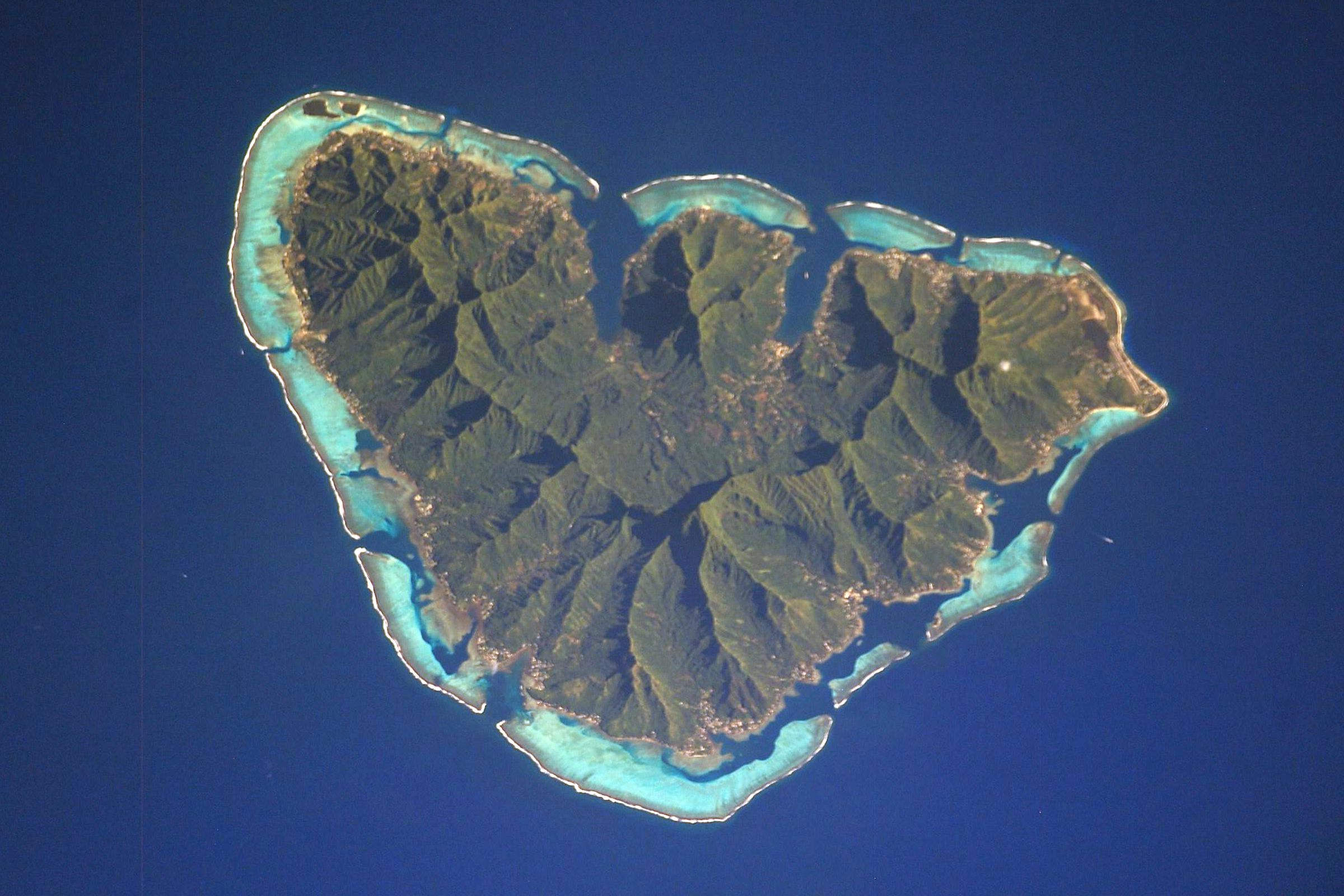
موئورئا، جزیره‌ای با منشأ آتشفشانی است که بخش مرکزی جزیره هنوز برجسته است.

جزیره آتشفشانی (انگلیسی: Volcanic island) در زمین‌شناسی (و گاهی در باستان‌شناسی) به جزیره‌ای گفته می‌شود که دارای منشأ آتشفشانی است. این اصطلاح برای متمایز کردن این‌گونه جزایر از جزایر پست که دارای منشأ رسوب‌گذاری یا بالاآمدگی زمین‌ساختی آب‌سنگ‌های مرجانی هستند، نیز به کار می‌رود.

## تعریف و منشأ
تعداد زیادی جزیره آتشفشانی وجود دارد که فقط چند فوت بالاتر از سطح آب‌های آزاد بوده و اغلب به‌عنوان جزیره خرد یا صخره دریایی طبقه‌بندی می‌شوند، در حالی که برخی جزایر پست مانند ماکاتی، نائورو، نیووی، هندرسون و بانابا بر اثر بالاآمدگی جزایر مرجانی، چندین فوت از سطح آب‌های آزاد بالاتر آمده‌اند.
این دو نوع جزیره اغلب در نزدیکی هم و به ویژه در میان جزایر اقیانوس آرام یافت می‌شوند، جایی که جزیره‌های پست بر روی آب سنگ‌های مرجانی که جزیره‌های آتشفشانی را احاطه کرده‌اند، یافت می‌شود. معمولاً جزیره‌های آتشفشانی دارای بالاآمدگی هستند.